# Estação Montmorency
A Estação Montmorency é uma das estações do Metrô de Montreal, situada em Laval, ao lado da Estação De La Concorde. É uma das estações terminais da Linha Laranja.
Foi inaugurada em 28 de abril de 2007. Localiza-se no cruzamento da Rua Lucien-Paiement com a Rua Jacques-Tétreault. Atende o bairro de Laval-des-Rapides.